# Angie Cepeda
Angélica María Cepeda Jiménez (sinh ngày 2 tháng 8 năm 1974), được biết đến với cái tên Angie Cepeda, là một nữ diễn viên người Colombia. Cô có lẽ là nổi tiếng nhất với vai diễn của mình trong telenovela có tên là Pobre Diabla và phim Captain Pantoja and the Special Services. Cô là em gái của nữ diễn viên Lorna Paz.

## Cuộc đời
Cepeda sinh ra ở Cartagena de Indias, Colombia, và lớn lên ở Barranquilla. Sau khi cha mẹ cô ly hôn, cô sống với mẹ và hai chị gái (một trong số đó là nữ diễn viên Lorna Paz).

## Sự nghiệp
Khi cô phát hiện ra khả năng của mình với diễn xuất cho phim truyền hình, cô chuyển đến Bogotá. Sau khi bắt đầu các khóa học về phim truyền hình của mình, cô đã ký hợp đồng với một công ty bia và thực hiện một số quảng cáo cho công ty này. Tiếp theo, cô đóng một số vai diễn nhỏ trong một số vở opera và một vài bộ phim ở Colombia.
Cepeda đã đóng một vai trong vở opera có tên Las Juanas, và điều này đã thu hút sự chú ý của một số nhà sản xuất truyền hình mà sau này đã cung cấp công việc cho cô trong các chương trình, chẳng hạn như vai chính trong Luz Maria (1998), đồng diễn vai Christian Meier và Rosalinda Serfaty, vai Fiorella Morelli Flores de Mejía Guzmán trong Pobre Diabla (2000).
Trong thế giới điện ảnh, đạo diễn người Peru Francisco Lombardi đã thuyết phục cô đóng vai một cô gái điếm tên là "La Colombiana" trong bộ phim Pantaleón y las Visitadoras (được phát hành bằng tiếng Anh với tên gọi Captain Pantoja and the Special Services).

## Sự nghiệp diễn xuất
| Năm  | Tiêu đề                            | Định dạng               | Vai diễn                 | Ghi chú                                                    |
| ---- | ---------------------------------- | ----------------------- | ------------------------ | ---------------------------------------------------------- |
| 1993 | La maldición del paraíso           | Chương trình tryền hình | Laura                    |                                                            |
| 1993 | Crónicas de una generación trágica | Chương trình ngắn tập   | Merceditas Nariño        |                                                            |
| 1995 | Sólo una mujer                     | Chương trình tryền hình | Carolina Altamirano      |                                                            |
| 1995 | Candela                            | Chương trình tryền hình | Candelaria Daza          |                                                            |
| 1996 | Ilona llega con la lluvia          | Phim điện ảnh           | Zulema                   | Cartagena Phim điện ảnh Festival Award for Best Newcomer   |
| 1997 | Las Juanas                         | Chương trình tryền hình | Juana Valentina Salguero |                                                            |
| 1998 | Luz María                          | Chương trình tryền hình | Luz María Camejo         |                                                            |
| 1999 | Pantaleón y las visitadoras        | Phim điện ảnh           | La Colombiana            |                                                            |
| 2000 | Pobre diabla                       | Chương trình tryền hình | Fiorella Morelli         |                                                            |
| 2001 | Leyenda de Fuego                   | Phim điện ảnh           | Cecilia                  |                                                            |
| 2002 | El destino no tiene favoritos      | Phim điện ảnh           | María                    |                                                            |
| 2003 | Sammy y yo                         | Phim điện ảnh           | Mary                     | Viña del Mar Phim điện ảnh Festival Award for Best Actress |
| 2004 | Suddenly Paradise                  | Phim điện ảnh           | Amaranta/Anna            |                                                            |
| 2005 | Love for Rent                      | Phim điện ảnh           | Sofía García             |                                                            |
| 2005 | Vientos de agua                    | Chương trình tryền hình | Mara                     |                                                            |
| 2005 | Oculto                             | Phim điện ảnh           | Natalia                  |                                                            |
| 2006 | El muerto                          | Phim điện ảnh           | María                    |                                                            |
| 2006 | Love in the Time of Cholera        | Phim điện ảnh           | Widow Nazareth           |                                                            |
| 2007 | De paso                            | Short Phim điện ảnh     | Marina                   |                                                            |
| 2008 | Fuera de lugar                     | Chương trình tryền hình | Luz                      |                                                            |
| 2009 | Privateer                          | Short Phim điện ảnh     | Catherine                |                                                            |
| 2010 | Los protegidos                     | Chương trình tryền hình | Jimena García Cabrera    | (2010–2012)                                                |
| 2011 | Heleno                             | Phim điện ảnh           | Diamantina               |                                                            |
| 2012 | Pablo Escobar, El Patrón del Mal   | Chương trình tryền hình | Regina Parejo            |                                                            |
| 2012 | Exposados                          | Chương trình tryền hình | Vera                     |                                                            |
| 2013 | A Night in Old Mexico              | Phim điện ảnh           | Patty Wafers             |                                                            |
| 2014 | The Vanished Elephant              | Phim điện ảnh           | Mara de Barclay          |                                                            |
| 2015 | Wild Horses                        | Phim điện ảnh           | Maria Gonzales           |                                                            |
| 2016 | The Seed of Silence                | Phim điện ảnh           | María del Rosario Durán  |                                                            |
| 2016 | 2091                               | Chương trình tryền hình | Lila                     |                                                            |
| 2019 | Kobiety mafii 2                    | Phim điện ảnh           | Aida                     | Phim điện ảnh Ba Lan                                       |
| 2019 | Kill Chain                         | Phim điện ảnh           | The Very Bad Woman       |                                                            |
| 2021 | Encanto: Vùng đất thần kỳ          | Phim điện ảnh           | Julieta Madrigal         | Lồng tiếng                                                 |

## Giải thưởng và đề cử
| Năm  | Giải thưởng                 | Hạng mục                   | Đề cử cho                 | Kết quả   |
| ---- | --------------------------- | -------------------------- | ------------------------- | --------- |
| 1996 | Liên koan phim Cartagena    | Best Newcomer              | Ilona llega con la lluvia | Đề cử     |
| 2004 | Liên koan phim Viña del Mar | Nữ diễn viên xuất sắc nhất | Sammy y yo                | Đoạt giải |
| 2017 | Giải Platino                | Nữ diễn viên xuất sắc nhất | The Seed of Silence       | Đề cử     |